# Холмовець
Хо́лмовець — село в Пийтерфолвівській сільській громаді Берегівського району Закарпатської області України. 
Неподалік від села розташовані ботанічна пам'ятка природи «Холмовець» і ботанічний заказник «Холмовецька гора».

## Історія
Холмовець — назва слов'янського походження і утворена від слова холм, на що вказує і рельєф пагорбкуватої місцевості, на якому розташоване село.
Точної дати виникнення села поки що не вдалося встановити, незважаючи на те що утворилося воно в ХІХ столітті. Історики вказують різні роки. Так, угорський дослідник Л. Міжер підкреслює, що населений пункт Гомловц виник після урбаріальної реформи Марії-Терезії 1767 року. Ця версія нічим не підтверджується. О. Петров пише, що село засноване в 50-х роках ХІХ століття.
Його ім'я вважають вперше згадується в 1773 році, під іменами Hlumec, Homlóc, Hömlöc.
Цікаво, що в географічному словнику 1851 року, який містить перелік населених пунктів тодішньої Угорщини і короткі відомості про них, назва села не фіксується (можливо, тому що Холмовець у той час ще не був окремим населеним пунктом). Дослідження шематизмів Мукачівської греко-католицької єпархії показують, що вперше Нижній і Верхній Холмовець згадуються як філіал сасівської громади в 1821 році з 19-ма греко-католицькими вірниками.
Востаннє Нижній і Верхній Холмовець згадується в шематизмі 1891 року. Тоді в селі було 198 греко-католиків. Починаючи з 1893 року, засвідчено одночленну назву Холмовець (HOMLOCZ). З цього можна зробити висновок, що село спочатку було хутором, який виник напочатку 1820-х років, а потім відокремився від Чорнотисова в період між 1850-м і 1893-ми роками.
З самого початку заснування села його жителі займалися землеробством, а також добуванням будівельного каменю, який високо цінився, через те що був пластинчатим, відмінної якості і використовувався у сусідніх селах для будівництва житла, доріг і мав великий попит при спорудженні колодязів.
Перша згадка про церковно-парафіяльну школу датується 1861 роком. Тоді в школі навчалося 18 учнів, учителем був Георгій Сочка.
Згідно з переписом населення, в 1921 році в селі було 83 хати, в яких проживали 344 мешканці, в т.ч. 170 чоловіків та 174 жінки. За національністю були 323 русини, 11 угорців, 5 євреїв та 5 інших. За віросповіданням - 7 римо-католиків, 318 греко-католиків, 9 протестантів та 10 юдеїв. Крім того, до села належав хутір Винниця, в якому було 10 житлових будинків.
В 1925 році, при остаточному врегулюванні державних кордонів між Чехословаччиною і Румунією, до Холмовця були приєднані землі сільських громад Ботарча і Комловша, а з територій, що належали Холмовцю, була відчуженна на користь румунських громад деяка їхня частина.
Церква всіх святих. 1669. (Чехословацька гуситська церква)
Церква Покрови пр. богородиці. 1937.
храм Покрови пр. богородиці. 1937.
Місцева легенда розповідає про давню церкву з часів заснування села, що стояла під лісом на болотистій місцині і була поглинута болотом. Кажуть, ніби дотепер по ночах чути відлуння дзвона з-під землі.
Дерев’яну церкву готичного стилю спорудили в Великій Копані, вона стояла там майже 200 років. У Холмовець церкву продали 1857 р. за 255 золотих. На кількох знимках початку XX ст. зафіксовано поступовий занепад церкви. У 1908 р. споруда була ще цілою, але вже в 1920 р. позбулася опасання, вівтарний зруб розібрали. Довкола церкви на висоту 2,5 м були вимурувані з каменю стіни нової церкви.
У 1929 р. церква вже без шпиля, башта вкрита бляшаним шатром. У середині 1920-х років у церкву передали ікони з розібраної дерев’яної церкви в Троснику.
В 1930 р. напівзруйновану церкву купив за 15 000 корон сенатор Вацлав Й. Клофач і її перевезли в Чехію, в село Добржиков, де В. Клофач мав маєток. Церкву відремонтували й урочисто відкрили з посвятою єпископом Ґуставом Прохазкою 6 липня 1931 р. як храм Чехословацької гуситської церкви. Церква стоїть на гранітному цоколі посеред невеликого парку. Біля входу стоїть 3-метровий хрест з розп’яттям, перевезений разом з церквою. Довжина храму – 15 м, ширина – 6 м, висота вежі – 17 м. Дзвін на кошти В. Клофача відлив майстер з Хомутова.
Церква має три різьблені одвірки, що оздоблюють вхід до ґанку, вхід до нави і прохід до бабинця, та багато написів. На сволоці в наві вирізано дату будівництва храму: “Создася храмъ сєй року АХξΘ (1669) мца марта дня Д (4)”. На одвірку вхідних дверей, вище орнаменту стоїть прізвище: “Марко Алъчъ” (можливо, будівничий церкви) та повідомлення про мор у 1674 р. На лівому одвірку вхідних дверей вирізьблено імена та дати смерті священиків, що служили у храмі в 18 ст. – “Иєрєи: Грїго | рїи: прєста | вися рок | АΨМВ (1742) сптєрі | о к в пор. иєрєи Иоан | Вусяникъ: прставися року АΨЧА (1791) мсаца апрля дна Є (?) (5?)”, “Цицєн Михаилъ дякъ: прєставися рку АУПЛ (1783)” [дата АУПЛ є неможливою; АУП = 1480; а 1791 = АΨПГ], на правому одвірку – “Поп: Андр | преставися рок АХЧЗ? (1697) | авгу А (1)”. На південній стіні в наві напис: “Рб Божїи Петро писавъ попъ Андреи прєставися рок АХЧЗ (1697)”. Зовні, на північній стіні, напис важко розібрати.
Храм має ікони та частини старих іконостасів, мальовані олійними фарбами на липових і дубових дошках. Всього ікон – 27. П’ять найстаріших – св. Миколай, архангел Гавриїл, Ісус Христос та два образи святих належать до XVII ст., тобто до часу, коли церква стояла в Великій Копані. Інші ікони походять з Холмовця та Тросника.
Двері зроблено у професійній школі в Літомишлі. Вікна виготовила склярня в м. Градец Кралове. Наву прикрашають орнаментовані тканини, що були перевезені разом з церквою. Ґонтове покриття оновили в 1978 р. Церква ідеально збережена і внесена в реєстр пам’яток Східночеського краю.
Церква Покрови пр. богородиці. 1937.
храм Покрови пр. богородиці. 1937.
Після перенесення дерев’яної церкви до Чехії в Холмовці добудовано типову муровану церкву, яку шематизм 1915 р. датує 1903 роком, коли, очевидно, вивели стіни на висоту більше 2 м, після чого настала довга перерва. У селі розповідають, що будівництво пожвавилося аж у кінці 1920-х років. Головним майстром був чех Пугнер, шістьох будівельників з Мукачева очолював майстер Козманка. Урочисте освячення готової споруди відбулося в неділю всіх святих 27 червня 1937 р.
Розпочинав будівництво священик Іван Азарій, а завершили роботи стараннями священика Ст. Ільницького, учителя Олександра Поповича, кураторів Михайла Довгія, Івана Молнара, Василя Ференці та Андрія Зелді. Обійшлося будівництво в 170 тисяч корон.
Жертовністю відзначився Микола Корчинський, який тоді приїхав із заробітків у США. Андрій Корчинський виділив 5 гектарів землі, прибутки з якої йшли на будівництво церкви.
Ікони до іконостаса намалював олією на полотні художник Сюч у 1937 р. З окремої дзвіниці, що стояла біля дерев’яної церкви, перенесли на вежу великий дзвін, куплений у 1920 р. Один малий дзвін купив М. Корчинський, а другий – жителі села.
Після 1949 р. змінено присвяту, церква стала Покровською. Великий зовнішній ремонт зроблено в 1985 р. за куратора Луґоша. Останній ремонт був у 1998 р.

## Туристичні місця
- храм Покрови пр. богородиці. 1937.
- храм Покрови пр. богородиці. 1937.

## Населення
Згідно з переписом УРСР 1989 року чисельність наявного населення села становила 707 осіб, з яких 339 чоловіків та 368 жінок.
За переписом населення України 2001 року в селі мешкало 714 осіб.

### Мова
Розподіл населення за рідною мовою за даними перепису 2001 року:
| Мова       | Відсоток |
| ---------- | -------- |
| українська | 97,06 %  |
| угорська   | 1,96 %   |
| російська  | 0,56 %   |
| молдовська | 0,28 %   |